# Luis Antonio Tagle
Luis Antonio Gokim Tagle (Manila, 21 giugno 1957) è un cardinale e arcivescovo cattolico filippino.
Diventato vescovo nel 2001, nel 2011 è stato promosso arcivescovo metropolita di Manila da papa Benedetto XVI, che l'anno successivo lo ha creato cardinale.
Dal 2019, su iniziativa di papa Francesco, ha lasciato Manila per assumere ruoli di primo piano presso la Curia romana, dapprima come prefetto della Congregazione per l'evangelizzazione dei popoli e, dopo la riforma di giugno 2022 che l'ha soppressa, come pro-prefetto della sezione per la prima evangelizzazione e le nuove Chiese particolari del nuovo Dicastero per l'evangelizzazione.

## Biografia

### Formazione e ministero sacerdotale
Nativo della capitale filippina, Luis Tagle riflette nell'origine familiare la stratificazione della popolazione del Paese, con un padre di etnia tagalog e una madre sino-filippina. Suo nonno paterno, dal quale ha ereditato il cognome, apparteneva invece alla classe aristocratica dei principalía, di origine spagnola, la quale costituiva l'aristocrazia locale sino a quando la rivoluzione filippina non pose fine alla dominazione spagnola. Un suo avo, José Tagle y Santarin, giocò un ruolo significativo nella battaglia di Imus del 1896, schierandosi accanto ai rivoluzionari del Katipunan.
Ha frequentato il seminario di San Giuseppe nella sua città, studiando filosofia, e successivamente si è iscritto all'Università Ateneo de Manila dove ha seguito gli studi di teologia. Il 27 febbraio 1982 è stato ordinato sacerdote dal vescovo di Imus Felix Paz Perez, e incardinato nella stessa diocesi. È stato quindi nominato vicario nella parrocchia di Sant'Agostino a Mendez e direttore spirituale del seminario di Imus, del quale l'anno dopo è diventato rettore. Nel contempo ha anche insegnato teologia e filosofia al seminario di San Carlos a Manila e alla scuola dei missionari verbiti di Tagaytay.
Dal 1985 al 1992 ha frequentato la prestigiosa Università Cattolica d'America, a Washington, come allievo di Joseph Komonchak e ha trascorso un periodo di studio presso la Fondazione per le scienze religiose di Bologna, per ottenere il dottorato in teologia con uno studio della ecclesiologia di Paolo VI. Ritornato dagli Stati Uniti nelle Filippine, dal 1993 al 1995 è stato vicario episcopale per i religiosi e dal 1998 parroco della cattedrale di Imus. Nel 1997 papa Giovanni Paolo II lo ha nominato componente della Commissione teologica internazionale, allora presieduta dal cardinale Joseph Ratzinger.

### Vescovo di Imus
Il 22 ottobre 2001, Giovanni Paolo II lo ha nominato, quarantaquattrenne, vescovo di Imus, in sostituzione del settantasettenne Manuel Cruz Sobreviñas. Ha ricevuto la consacrazione episcopale il successivo 12 dicembre per l'imposizione delle mani del cardinale Jaime Lachica Sin, all'epoca arcivescovo di Manila, co-consacranti i vescovi Manuel Cruz Sobreviñas e Pedro Dulay Arigo.
Nel 2005 ha preso parte al Sinodo dei vescovi incentrato sul tema dell'Eucaristia: nonostante fosse il più giovane partecipante è stato eletto nel consiglio post-sinodale. In quella occasione, in risposta alle riserve espresse dal cardinale Angelo Scola, moderatore del sinodo, rispetto al superamento del celibato ecclesiastico, ha sostenuto l'opportunità che la Chiesa cattolica valuti un cambiamento per contrastare la penuria di sacerdoti, particolarmente acuta, ad esempio, nelle Filippine.
Oratore particolarmente ricercato ed efficace, in occasione del Congresso eucaristico del 2008 a Québec, in Canada, tenne un discorso sull’importanza dell’Eucaristia in grado di far commuovere l'uditorio; in esso contrappose il culto cristiano all'adorazione di "idoli" come il profitto sulla pelle dei lavoratori, il dominio sulle donne, la lussuria a danno dei bambini, il progresso irrispettoso dell'ambiente, l'avidità che danneggia i poveri, la sicurezza nazionale che sacrifica le persone indifese.
Durante il suo episcopato a Imus ha rivolto particolare attenzione ai giovani, che lo chiamavano affettuosamente Chito, anche facendo ricorso a internet per trasmettere settimanalmente un video con l'illustrazione delle letture. Sulla scia di questo impegno, nel 2009 la diocesi di Imus ha ospitato il primo incontro dei giovani asiatici, una versione continentale della Giornata mondiale della gioventù.

### Arcivescovo di Manila e cardinale

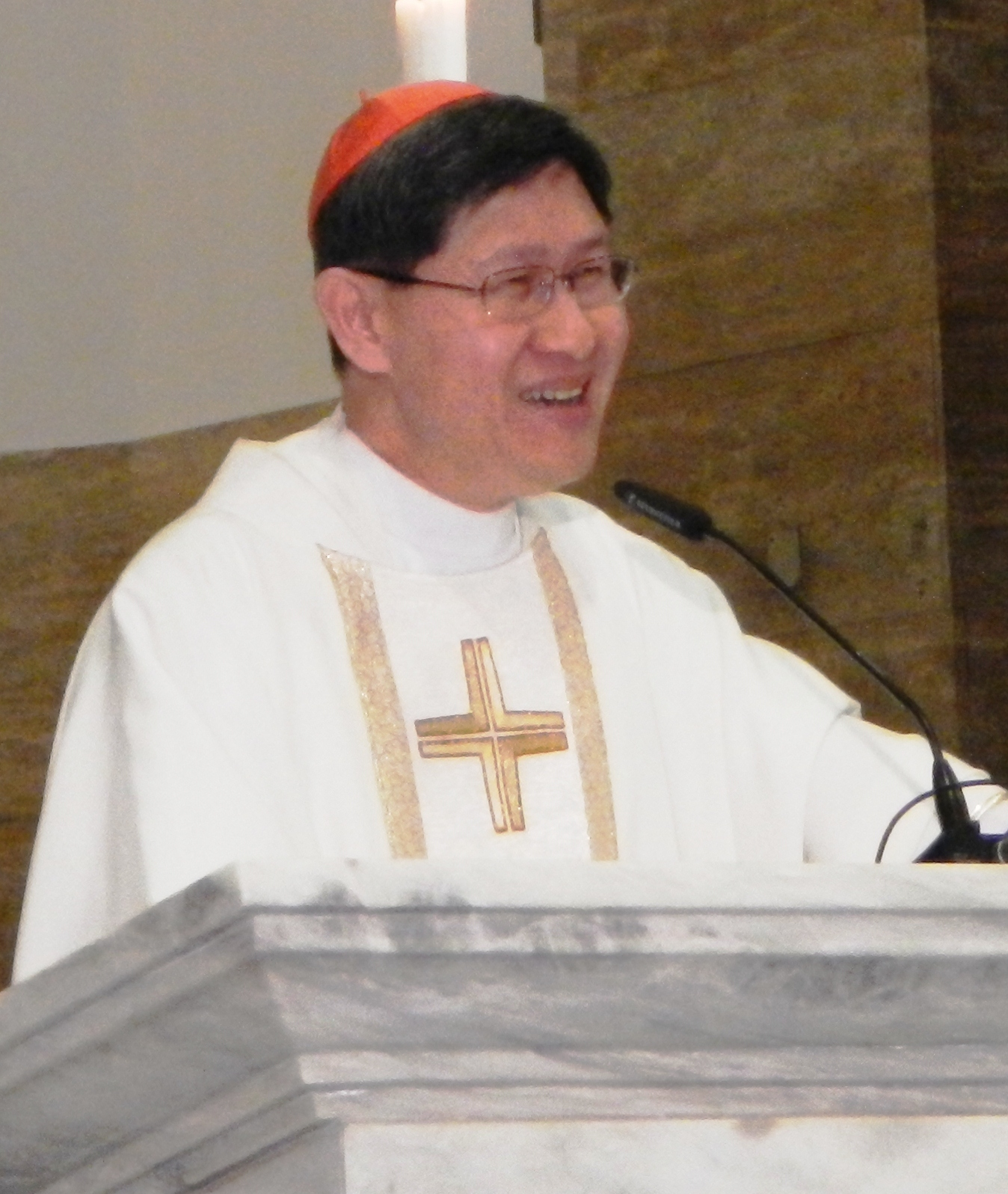
Il cardinale Tagle durante la celebrazione del Giovedì santo del 2014 nella cattedrale di Manila

Il 13 ottobre 2011 papa Benedetto XVI lo ha nominato arcivescovo metropolita di Manila in sostituzione del cardinale Gaudencio Rosales, dimessosi per raggiunti limiti di età. Stando al gesuita Catalino Arevélo, che prima di Tagle era stato componente della Commissione teologica internazionale, la nomina avvenne con un certo ritardo a causa di alcune resistenze nell'episcopato filippino, che richiesero un supplemento di indagine da parte della Congregazione per i vescovi. Tagle si è insediato a Manila il 12 dicembre 2012, nel decimo anniversario della sua consacrazione episcopale. Il successivo 29 giugno, a Roma, ha ricevuto dal pontefice il tradizionale pallio, simbolo dell'autorità di arcivescovo metropolita.
Nel corso del 2012, in due diverse occasioni - a febbraio presso l'Università Gregoriana e a giugno seguente in occasione del Congresso eucaristico a Dublino - Tagle ebbe modo di affrontare pubblicamente il tema della crisi degli abusi sessuali nella Chiesa cattolica, dichiarando la necessità che fosse rotta la "cultura della vergogna" che, specie in Asia, ha inibito la segnalazione degli abusi e che la Chiesa rivalutasse il suo rapporto con i media e accettasse di essere messa sotto osservazione, purché in modo equo e nel rispetto della verità.
Il 4 agosto dello stesso anno ha partecipato, nelle Filippine, a una manifestazione contro il disegno di legge (poi approvato) che intendeva introdurre nel Paese l'accesso universale ai metodi contraccettivi, al controllo delle nascite, all'educazione sessuale e all'assistenza materna, rifiutando però di appoggiare la proposta di minacciare di scomunica i politici che avessero votato a favore del provvedimento.
Il 12 giugno 2012 è stato nominato membro della Congregazione per l'educazione cattolica e il 18 settembre padre sinodale della XIII assemblea generale ordinaria del Sinodo dei vescovi.
Il 24 ottobre 2012 papa Benedetto XVI ne ha annunciato la nomina a cardinale, effettiva a partire del concistoro ordinario pubblico del 24 novembre 2012. Tagle è stato creato cardinale presbitero di San Felice da Cantalice a Centocelle e ha preso possesso del titolo il 15 giugno 2013.
A marzo 2013, dopo le dimissioni di Benedetto XVI, ha partecipato da elettore al conclave che ha eletto papa Francesco. Nonostante la giovane età - era anagraficamente il secondo più giovane partecipante al conclave e tra coloro che da meno tempo avevano ottenuto la berretta rossa - alcuni commentatori lo avevano incluso tra i cardinali papabili.
Papa Francesco lo ha poi nominato, nel 2014, presidente del Sinodo straordinario sulla famiglia. 

Il 14 maggio 2015 è stato eletto, per un quadriennio, presidente di Caritas internationalis ed è stato poi confermato nell'incarico anche nel 2019.

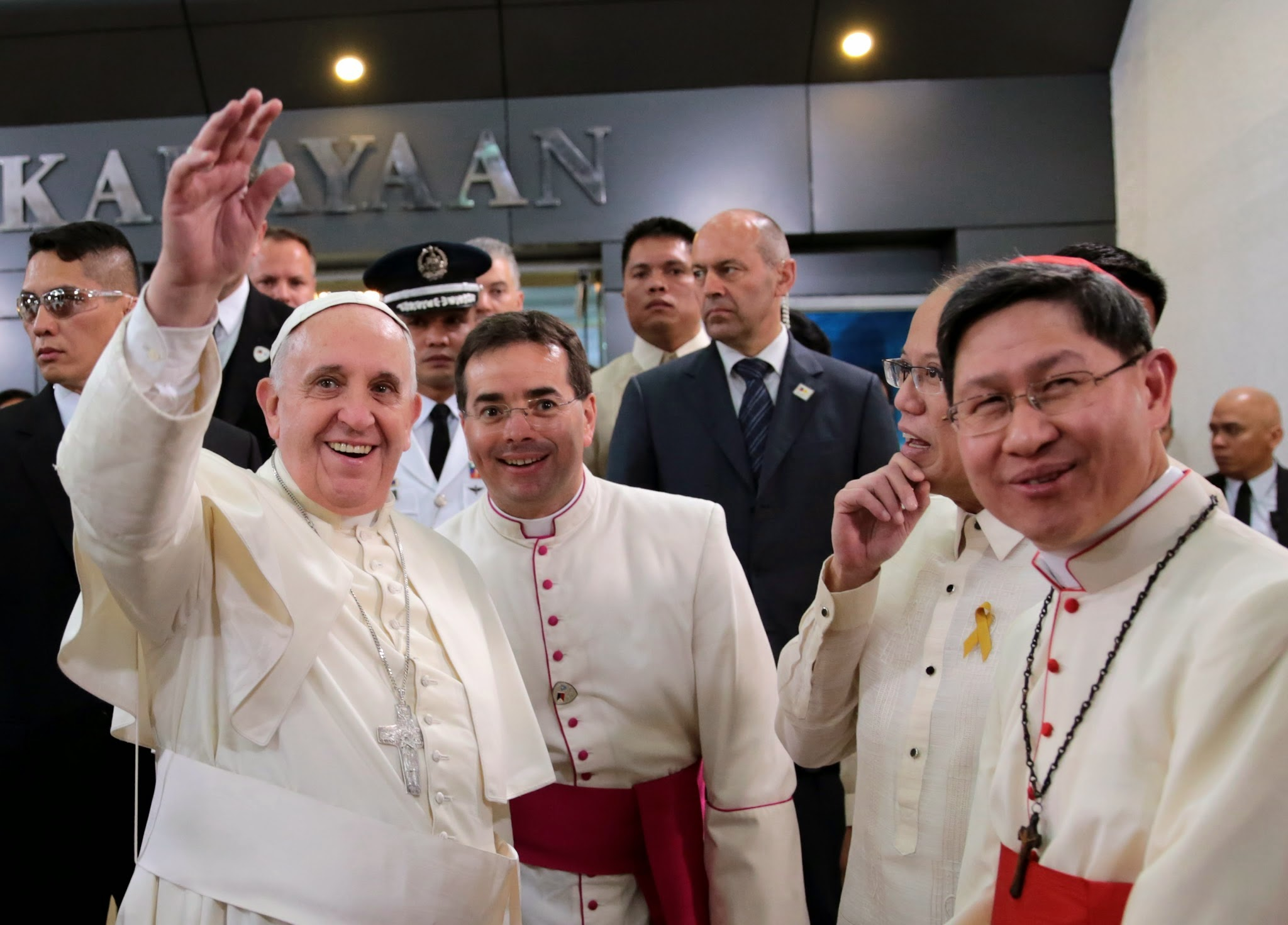
Luis Antonio Tagle con papa Francesco nelle Filippine, 15 gennaio 2015

### Prefetto della Congregazione per l'evangelizzazione dei popoli
L'8 dicembre 2019 papa Francesco lo ha nominato prefetto della Congregazione per l'evangelizzazione dei popoli, in sostituzione del cardinale Fernando Filoni, nominato lo stesso giorno gran maestro dell'Ordine equestre del Santo Sepolcro di Gerusalemme. Contestualmente lo ha sollevato dalla cura pastorale dell'arcidiocesi di Manila, cosicché ha assunto il titolo di arcivescovo emerito di Manila.
Tagle è il secondo asiatico a guidare la Congregazione per l'evangelizzazione dei popoli - prima di lui, dal 2006 al 2011 era stato prefetto il cardinale indiano Ivan Dias - e il secondo filippino a capo di una congregazione della Curia romana dopo José Tomás Sánchez, che dal 1991 al 1996 ha guidato la Congregazione per il clero.
Il 14 aprile 2020 lo stesso papa Francesco, derogando ai canoni 350 §§ 1-2 e 352 §§ 2-3 del Codice di diritto canonico, lo ha elevato all'ordine dei cardinali vescovi, con effetto dal 1º maggio successivo.
Dal 21 settembre 2020 al 21 aprile 2025 è stato membro della Commissione cardinalizia dell'Istituto per le Opere di Religione. È membro del Dicastero per l'educazione, del Dicastero per gli istituti di vita consacrata e le società di vita apostolica, del Dicastero per i testi legislativi (dal 19 giugno 2020), del Pontificio consiglio per il dialogo interreligioso (dall'8 luglio 2020), della Dicastero delle Chiese orientali (dal 9 giugno 2021) e del Dicastero per il culto divino e la disciplina dei sacramenti (dal 1º giugno 2022).
Il 5 giugno 2022, con l'entrata in vigore della costituzione apostolica Praedicate evangelium, la Congregazione per l'evangelizzazione dei popoli, della quale era prefetto, è confluita nel Dicastero per l'evangelizzazione; contestualmente Tagle è diventato pro-prefetto della sezione per la prima evangelizzazione e le nuove Chiese particolari. Decaduto da tale ruolo il 21 aprile 2025 a motivo della morte di papa Francesco, è stato riconfermato nell'incarico donec aliter provideatur il 9 maggio successivo da papa Leone XIV.
Il 22 novembre 2022 è stato sollevato in anticipo dalla presidenza di Caritas Internationalis insieme ai vertici dell'organizzazione, dopo che un'investigazione esterna aveva messo in evidenza carenze gestionali in grado di incidere sullo "spirito di squadra e il morale del personale".
Il 24 maggio 2025 papa Leone XIV gli ha assegnato il titolo della sede suburbicaria di Albano.
Oltre all'inglese e al filippino, conosce anche l'italiano, lo spagnolo e il francese.

## Prese di posizione
Sin dal 2011 Tagle è considerato "una delle voci più rappresentative del pensiero teologico asiatico" ed è ritenuto un esponente della Chiesa cattolica di orientamento progressista.
Dal 1995 al 2001 è stato fra i componenti del comitato editoriale della Storia del Vaticano II, considerata un'opera fondamentale sul Concilio Vaticano II. L'opera, coordinata dallo storico della Chiesa Giuseppe Alberigo, della cosiddetta "scuola di Bologna", di orientamento progressista, interpreta l'esperienza conciliare secondo la cosiddetta ermeneutica della discontinuità ossia come una "rottura" rispetto alla tradizione dottrinale, ed è stata per questo criticata, ad esempio, da papa Benedetto XVI. Il capitolo a firma di Tagle, in particolare, ha ricevuto valutazioni critiche da punti di vista opposti: secondo il cardinale Agostino Marchetto, sostenitore della tesi della continuità del Concilio rispetto al magistero della Chiesa, si tratta di uno studio completo ma "privo di quel tanto di obiettività che ci si attende da un vero storico"; per il teologo progressista Hans Küng, esso non fornisce una spiegazione plausibile delle scelte di Paolo VI circa i documenti conciliari.
Nelle Filippine si è espresso contro l'aborto, le pratiche contraccettive e il cosiddetto ateismo pratico, sebbene con meno veemenza rispetto ad altri prelati; al contempo ha criticato le "parole dure" che la Chiesa ha impiegato verso le persone LGBT e i divorziati e risposati, e sostenuto che questi ultimi possano - caso per caso - accedere alla comunione eucaristica.

## Genealogia episcopale e successione apostolica
La genealogia episcopale è:
- Cardinale Scipione Rebiba
- Cardinale Giulio Antonio Santori
- Cardinale Girolamo Bernerio, O.P.
- Arcivescovo Galeazzo Sanvitale
- Cardinale Ludovico Ludovisi
- Cardinale Luigi Caetani
- Cardinale Ulderico Carpegna

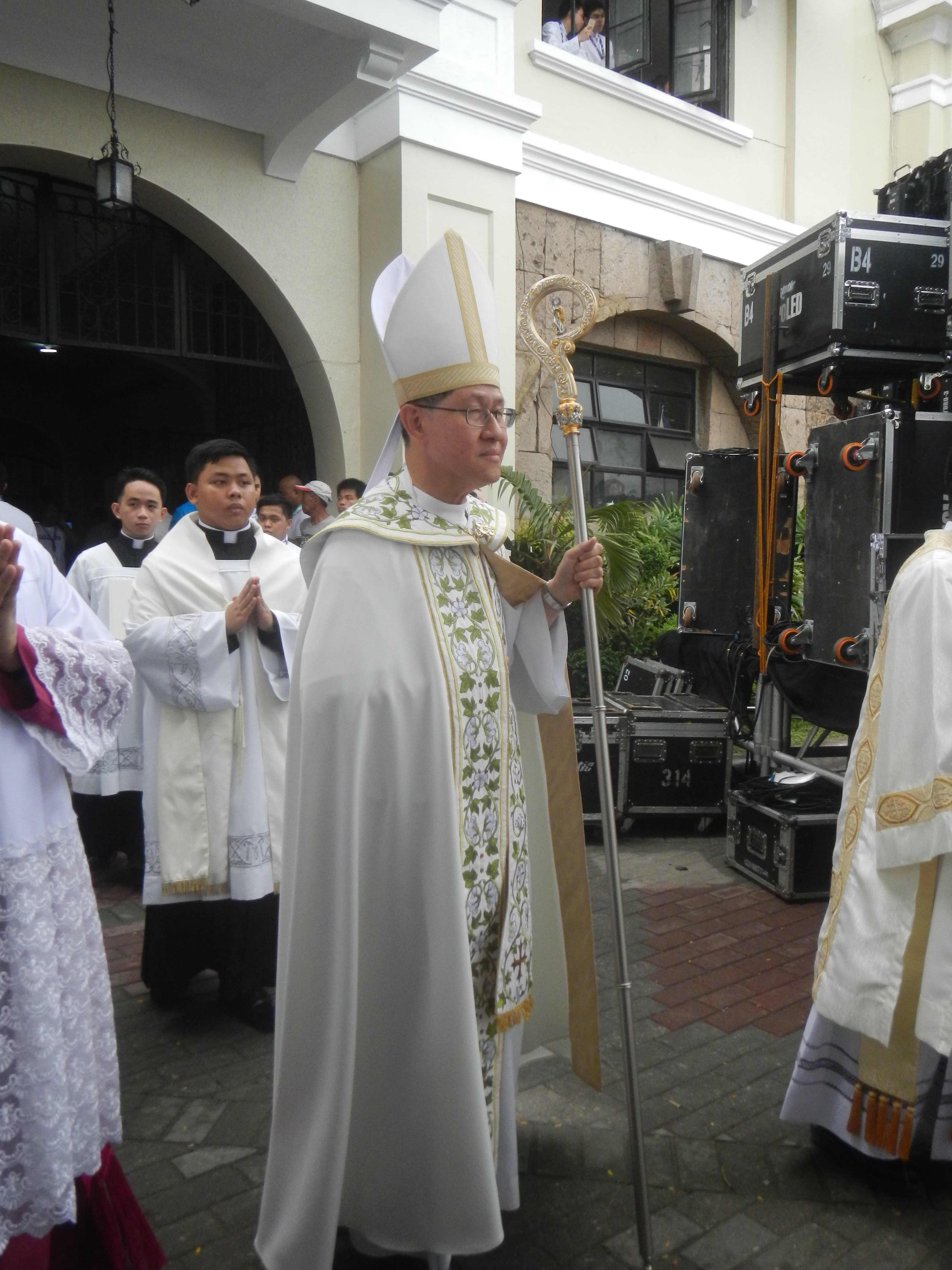
Il cardinale Tagle durante una celebrazione liturgica nel 2019

- Cardinale Paluzzo Paluzzi Altieri degli Albertoni
- Papa Benedetto XIII
- Papa Benedetto XIV
- Cardinale Enrico Enriquez
- Arcivescovo Manuel Quintano Bonifaz
- Cardinale Buenaventura Córdoba Espinosa de la Cerda
- Cardinale Giuseppe Maria Doria Pamphilj
- Papa Pio VIII
- Papa Pio IX
- Cardinale Gustav Adolf von Hohenlohe-Schillingsfürst
- Arcivescovo Salvatore Magnasco
- Cardinale Gaetano Alimonda
- Cardinale Giovanni Cagliero, S.D.B.
- Arcivescovo Guglielmo Piani, S.D.B.
- Arcivescovo José Maria Cuenco
- Arcivescovo Antonio Floro Frondosa
- Cardinale Jaime Lachica Sin
- Cardinale Luis Antonio Tagle

La successione apostolica è:
- Vescovo Victor de la Cruz Ocampo (2015)
- Arcivescovo Alberto Sy Uy (2017)
- Vescovo Rex Cullingham Ramírez (2018)
- Vescovo Bartolome Gaspar Santos (2018)
- Vescovo Raúl Bautista Dáel (2018)
- Vescovo Roberto Orendain Gaa (2019)
- Vescovo Jose Alan Verdejo Dialogo (2019)
- Cardinale Giorgio Marengo, I.M.C. (2020)
- Arcivescovo Arnaldo Catalan (2022)
- Arcivescovo Emilio Nappa (2023)
- Vescovo Pablito Martinez Tagura, S.V.D. (2023)
- Vescovo Osório Citora Afonso, I.M.C. (2024)
- Arcivescovo Samuele Sangalli (2025)
- Vescovo Diego Ramón Sarrió Cucarella, M.Afr. (2025)

## Stemma e motto

Stemma da vescovo di Imus

Stemma da arcivescovo di Manila

### Blasonatura
Partito semitroncato a destra e troncato di 2 a sinistra; nel 1º di rosso, alla torre d'oro, merlata di cinque pezzi, mattonata di nero, finestrata di azzurro e accompagnata nel canton destro del capo da un crescente d'argento; nel 2º d'azzurro, al leone marinato d'argento tenente una croce latina dello stesso; nel 3º d'oro, sul cantone destro del capo al libro aperto d'argento, foderato al naturale, caricato delle lettere A e Ω di nero, e sul cantone sinistro del capo al Cristo Buon Pastore al naturale, nimbato del campo, e tenente una rete di nero, attraversata da 5 pesci dello stesso; nel 4º d'azzurro al monogramma mariano d'argento posto su un capitello ionico d'oro e accerchiato da 12 stelle a 5 punte d'oro e sormontato da una corona dello stesso e gemmata di rosso e d'argento; nel 5º di verde al giglio da campo fiorito d'argento, attraversato dalla squadra del carpentiere al naturale.

### Spiegazione
Secondo una tradizione consolidata nelle Filippine e presente anche in diversi paesi anglosassoni, gli stemmi vescovili presentano sul lato sinistro lo scudo della diocesi e su quello destro quello personale del prelato.
Pertanto, nello stemma attuale del cardinale Tagle, oltre a figurare il suo scudo, c'è anche quello dell'arcidiocesi di Manila, che ha mantenuto anche da prefetto della Congregazione per l'evangelizzazione dei popoli, il quale è composto da:
- una torre;
- una mezzaluna;
- un leone marinato che tiene una croce.

Inoltre nello scudo personale sono presenti:
- Gesù che regge una rete e un bastone, mentre porta sulle spalle un agnello, per sottolineare la missione propria di un vescovo, che è quella di essere pastore del popolo e "pescatore di uomini";
- il libro aperto sottolinea la necessità di annunciare il Vangelo;
- il monogramma mariano sopra una colonna ionica e sormontato da 12 stelle con al centro una corona, in onore della Vergine del Pilar, patrona della diocesi di Imus, nella quale ha iniziato il suo ministero episcopale;
- il giglio e la squadra del falegname che simboleggiano San Giuseppe, a cui era dedicato il Seminario che ha frequentato il cardinale Tagle per diventare sacerdote.
- Il motto "Dominus est" (È il signore) è un'espressione che ha scelto dal Vangelo secondo Giovanni[29], come lui stesso ha dichiarato in un'intervista, "È un invito a riconoscere che non sono io, è il Signore che lo fa. Per il mio ministero, per la mia missione, sto solo partecipando a ciò che fa il Signore. Non sono io; è il Signore."[30]

## Pubblicazioni
- (EN) Luis Antonio Tagle, An Easter People: Our Christian Vocation to be Messengers of Hope, a cura di Mary Ann Charity B. Durano, Jesuit Communications Foundation, 2003,  p. 141, ISBN 971-0305-11-5.
- (EN) Luis Antonio Tagle, Easter People: Living Community, Orbis Books, 2005,  p. 125, ISBN 1-57075-596-5.
- Luis Antonio Tagle, Gente di Pasqua. La comunità cristiana, profezia di speranza, in Le nuove caravelle, EMI, 2013,  p. 144, ISBN 978-88-307-2108-1.
- Luis Antonio Tagle, Raccontare Gesù. Parola - Comunione - Missione, in Cammini dello Spirito, EMI, 2014,  p. 64, ISBN 978-88-307-2098-5.